# Synagogenbezirk Schweidnitz
Der Synagogenbezirk Schweidnitz mit Sitz in Schweidnitz (polnisch Świdnica), heute eine Stadt in der Woiwodschaft Niederschlesien im Südwesten Polens, war ein Synagogenbezirk, der nach dem Preußischen Judengesetz von 1847 geschaffen wurde. 
Der Synagogenbezirk Schweidnitz umfasste ursprünglich neben dem Landkreis Schweidnitz auch die Kreise Neumarkt, Reichenbach, Striegau und Waldenburg. 